# Orpheus (Rollenspiel)
Orpheus ist ein Pen-&-Paper-Rollenspiel, das in der fiktiven Spielwelt Welt der Dunkelheit (World of Darkness) angesiedelt ist. Die Reihe erschien beim US-amerikanischen Verlag White Wolf. Anders als andere Spiele der Serie hat diese Spielserie einen speziell geplanten Metaplot, der sich auf die zuvor festgelegte Anzahl an Büchern erstreckt.
Das Spiel entstammt der „Classic World of Darkness“ und behandelt exklusiv Gespenster und Geister. Innerhalb der „neuen World of Darkness“ behandeln Geist: The Sin-Eaters bzw. der Quellenband Ghost Stories ein vergleichbares Thema. 
Obwohl das Spiel dieselbe Regelmechanik wie die anderen „Welt der Dunkelheit“-Spiele nutzt, wird von einem Einbringen anderer übernatürlicher Wesen der Spielwelt in die Ereignisse von Orpheus stark abgeraten und die Hintergründe der anderen Spiele finden in Orpheus quasi keine Beachtung. Ausnahme bildet dabei lediglich die Spielserie Wraith: The Oblivion, die ebenfalls das Leben nach dem Tod thematisierte und zuvor eingestellt wurde. Einige der Ereignisse im Metaplot von Orpheus stehen in direktem Zusammenhang zu Ereignissen, die in Ends of Empire, dem letzten Quellenbuch der Wraith: The Oblivion-Serie, beschrieben werden.

## Bände
Die Orpheus-Serie besteht aus insgesamt sechs Büchern. Der erste Band (Titel: Orpheus) ist das Hauptregelwerk, das die Spielregeln der Serie beinhaltet und die Spielwelt beschreibt. Die fünf folgenden Bücher beschreiben spezifische, allerdings optionale, Handlungen. Außerdem liefern sie weitere Informationen zum Rollenspiel. Die Bücher sind in chronologischer Folge:
| Bouchtitel       | White-Wolf- Produktnummer | ISBN               |
| ---------------- | ------------------------- | ------------------ |
| Orpheus          | WW21000                   | ISBN 1-58846-600-0 |
| Crusade of Ashes | WW21001                   | ISBN 1-58846-601-9 |
| Shades of Gray   | WW21010                   | ISBN 1-58846-602-7 |
| Shadow Games     | WW21011                   | ISBN 1-58846-603-5 |
| Orphan-Grinders  | WW21012                   | ISBN 1-58846-604-3 |
| End Game         | WW21015                   | ISBN 1-58846-605-1 |
Orpheus ist insofern bemerkenswert, dass es White Wolfs erstes Spiel mit einer bereits in der Planung begrenzten Anzahl an Zusatzbüchern ist. Dieses Konzept wurde in die „Neue Welt der Dunkelheit“ übernommen und prägte dort die Spielserien Promethean: The Created, Changeling: The Lost, und Hunter: The Vigil, die alle als limitierte Serien konzipiert wurden.
Es gibt eine Anthologie zu Orpheus mit dem Titel Orpheus: Haunting the Dead (WW11905 / ISBN 1-58846-837-2).

## Charaktere
Charaktere in Orpheus sind entweder lebende Menschen, die Astralprojektion beherrschen (entweder via Meditation oder durch technische bzw. medizinische Nahtod-Zustände), oder die Geister kürzlich Verstorbener. Es wird angenommen, dass die Charaktere für die Orpheus Group arbeiten, eine Firma, die Projektoren und Geister einsetzt, um geisterartige Aktivitäten zu untersuchen und zu beseitigen sowie andere Aufgaben zu erledigen, die für Personen ohne Zugang zur Welt der Toten schwierig wären. Die Art, wie ein Charakter als Geist auftritt, wird Lament genannt – zwei Laments basieren auf Projektion, während zwei andere darauf aufbauen, dass der Charakter tot ist. Die Laments sind Charakteroptionen im Spiel.
- Skimmers nutzen Drogen und Meditation um ihren Geist kurzzeitig von ihren Körpern zu trennen. Sie können relativ schnell in das Reich der Toten und wieder heraus gelangen, doch die enge Verknüpfung zu ihren Körpern führt dazu, dass Schädigungen an ihrem Geist sich auf ihren Körper übertragen.
- Sleepers werden eingefroren, bis der Tod einsetzt. Danach wird durch Drogen die Nekrose verhindert. Da der Körper zum Zeitpunkt des Todes die Seele selbstständig ausgestoßen hat, besteht keine starke Verbindung und der Schaden, den der Geist erleidet, überträgt sich nicht auf den Körper. Ein Wiederbeleben ist zwar möglich, doch der Prozess des Einfrierens und Auftauens braucht sehr viel länger als die Methode der Skimmer.
- Spirits sind die Seelen Verstorbener, die noch Unerledigtes haben und daher „festhängen“. Die meisten Geister, die für Orpheus arbeiten, haben zu Lebzeiten einen starken Willen der auch ihren Geist im Tod als weitgehend selbstständig erscheinen lässt.
- Hues sind die Geister von Verstorbenen, die vor ihrem Tod die Droge Pigment eingenommen haben. Sie sind fragiler, als die anderen Geister und näher an ihrer dunklen Seite. Es ist oft Pigment, dass sie in der Welt hält, nicht ihre Willensstärke.

Jeder Charakter hat einen speziellen Satz an Werten, ein sogenanntes Shade, das bestimmt, welche Geisterkräfte sie besitzen und wie sie ihre Geisterkräfte (genannt Horrors) nutzen, bzw. nicht nutzen können. Fünf der Shades wurden im Grundbuch eingeführt, drei weitere in Zusatzbüchern.
- Banshees sind empathische Shades, voller Mitgefühl. Sie entfalten durch ihre Stimme ihre Fähigkeiten der emotionalen Manipulation, physischen Schädigung und Kenntnis der Zukunft.
- Haunters sorgen sich um Dinge mehr als um Personen. Dieser Fokus erlaubt ihnen die Kontrolle von unbelebten Objekten und Maschinen.
- Poltergeists sind gewöhnlich voller Zorn. Dies erlaubt ihnen Dinge zu bewegen, ohne sie zu berühren und ihr eigenes Selbst gewalttätig zu verformen.
- Skinriders sind „Kontroll-Freaks“. Sie können die Körper anderer beeinflussen und von ihnen Besitz ergreifen.
- Wisps können geisterhafte Gegenstände manipulieren, schnell verschwinden und die Aufmerksamkeit anderer auf sich ziehen.
- Phantasms, eingeführt in Shades of Gray, können die Träume der Lebenden beeinflussen. Sie sind selbst Träumer oder Künstler.
- Orphan-Grinders, eingeführt in The Orphan-Grinders, sind Geister, die ihrer Dunklen Seite nachgegeben hatte, aber sich wieder befreien konnten. Sie nutzen die Fähigkeiten der Spectre.
- Marrow, eingeführt in End Game, können sich an jede Situation anpassen. Sie sind Formwandler und haben eine Verbindung mit Tieren.

## Antagonists
Zusätzlich zu Geistern als Antagonisten gibt es auch rivalisierende Projektionsfirmen, wie Terrel und Squib, sowie eine neue Designerdroge namens Pigment bzw. Schwarzes Heroin, das Anwendern erlaubt, die Geister der Toten zu sehen. Außerdem gibt es als Spectres bezeichnete bösartige Geister, einige von ihnen sind korrumpierte Geister oder Hues, andere entstammen einer unbekannten mächtigen Quelle. Spectres bilden die überwiegenden Gefahren und Herausforderungen für Spieler, deren Spielleiter sich an den Metaplot der Serie halten.